# Роберт (кардинал)
Роберт (Robert, также известный как Robert de Paris;, Robertus Parisiensis) — католический церковный деятель XI-XII века. Стал кардиналом-священником Сан-Эузебио на консистории 1088 года. В 1102 году был послан папским легатом в Палестину для переговоров с патриархом Иерусалимским. Был посредником между Пасхалием II и императором Генрихом V, в частности, одним из наиболее активных противников соглашения об инвеституре.